# Nürnberger Künstlerlexikon
Nürnberger Künstlerlexikon est un ouvrage de référence biographique en allemand sur l'art de la ville de Nuremberg.
Le lexikon, édité par Manfred H. Grieb et rédigé par lui avec la collaboration de nombreux spécialistes, a été publié en 2007 en quatre volumes sous coffret par K. G. Saur Verlag. Parallèlement, l'ouvrage a été publié en format PDF par Walter de Gruyter, dont K. G. Saur Verlag fait partie depuis 2006.

## Volumes
- volume 1 : A – G, LVIII, 535 pages
- volume 2 : H – Pe, pages 540–1133
- volume 3 : Pf – Z, pages 1138–1740
- volume 4 : Registre ; Glossaire, pages 1745–2046